# Microelement
Microelementele (numite și oligoelemente) sunt elemente chimice care se găsesc în cantități foarte mici în soluri, roci, ape și organisme care sunt necesare pentru sporirea recoltei, îmbunătățirea calității produselor vegetale și protecției plantelor și animalelor împotriva bolilor și agenților patogeni. În organismele vegetale și animale sunt identificate cca. 80 de elemente, dintre care 75 % sunt microelemente.
Microelementele se clasifică în trei grupe:
- microelemente cu o vitalitate reală: arsen, brom, cobalt, cupru, fier, fluor, iod, mangan, siliciu și zinc;
- microelemente cu o vitalitate potențială: aluminiu, bariu, beriliu, bor, cadmiu, litiu, molibden, nichel, rubidiu, stronțiu, titan și vanadiu;
- microelemente cu un rol biologic neglijabil sau necunoscut: actiniu, argint, aur, bismut, clor, indiu, mercur, plumb, radiu, seleniu, staniu, stibiu, telur, thoriu etc..

## Importanță
Microelementele intră în componența unor enzime, vitamine, hormoni și pigmenți. Astfel se află zincul în carboxilază, cuprul în tirozinază, iodul în tiroxină, cobaltul în vitamina B12 etc. Microelementele servesc drept catalizatori în metabolismul plantelor și animalelor. Ele măresc activitatea enzimelor, accelerează procesele biochimice în organism, stimulează sinteza amidonului, zahărului, pectinei, acizilor nucleici, proteinelor, grăsimilor ș.a.
Substanțele minerale sunt numite greșit în vorbirea curentă minerale, ele sunt de fapt elemente de natură anorganică indispensabile organismelor vii.
Elemente care sunt în componența hranei plantelor și animalelor, aceste elemente anorganice se găsesc frecvent sub formă ionică, sau legate de vitamine. Substanțele minerale spre deosebire de substanțele organice nu se distrug la prezența căldurii sau aerului.

## Impărțire
In cadrul substanțelor minerale din punct de vedere cantitativ se depsebesc macroelemente și microelemente, precum și unele cu funcții plastice ce contribuie la formarea unor țesuturi.
Macroelementele minerale sunt într-o concentrație în organism de cel puțin 50 mg/kg greutate corporală.
Pe când microelementele sunt într-o concentrație de sub 50 mg/kg greutate corporală.
Alte funcții are Na (sodiul), K (potasiul), care are rolul de reglare a presiunii osmotice prin așanumita „pompă Na/K”, iar funcții plastice au clorul, fierul. Iodul,.
| H  |    |    |    |    |    |    |    |    |    |    |    |    |    |    |    |    |    | He |
| Li | Be |    |    |    |    |    |    |    |    |    |    |    | B  | C  | N  | O  | F  | Ne |
| Na | Mg |    |    |    |    |    |    |    |    |    |    |    | Al | Si | P  | S  | Cl | Ar |
| K  | Ca | Sc |    | Ti | V  | Cr | Mn | Fe | Co | Ni | Cu | Zn | Ga | Ge | As | Se | Br | Kr |
| Rb | Sr | Y  |    | Zr | Nb | Mo | Tc | Ru | Rh | Pd | Ag | Cd | In | Sn | Sb | Te | I  | Xe |
| Cs | Ba | La | *  | Hf | Ta | W  | Re | Os | Ir | Pt | Au | Hg | Tl | Pb | Bi | Po | At | Rn |
| Fr | Ra | Ac | ** | Rf | Db | Sg | Bh | Hs | Mt | Ds | Rg |    |    |    |    |    |    |    |
| -- | -- | -- | -- | -- | -- | -- | -- | -- | -- | -- | -- | -- | -- | -- | -- | -- | -- | -- |
|    |    |    |    |    |    |    |    |    |    |    |    |    |    |    |    |    |    |    |
|    |    |    | *  | Ce | Pr | Nd | Pm | Sm | Eu | Gd | Tb | Dy | Ho | Er | Tm | Yb | Lu |    |
|    |    |    | ** | Th | Pa | U  | Np | Pu | Am | Cm | Bk | Cf | Es | Fm | Md | No | Lr |    |

| Elementele organice de bază | Macroelemente | Microelemente esențiale | Alte microelemente |

| - Calciu - Clor - Potasiu - Magneziu - Fosfor - Sulf - Sodiu | - Arsen - Crom - Fier - Fluor - Iod - Cobalt - Cupru - Mangan - Molibden - Seleniu - Vanadiu - Zinc - Staniu |

## Funcții în organism
Unele din substanțele minerale se găsesc în organism într-un circuit, influențându-se reciproc, ca de exemplu sodiul și potasiul care au funcții antagoniste în transmiterea impulsului nervos,
Alte substanțe minerale sunt părți a unor hormoni, ca de exemplu iodul care face parte din hormonul tirodei.
Sunt de asemenea substanțe minerale care sunt dizolvați ca electroliți sub formă de cationi sau anioni asigurând o funcție de tampon în neutralitatea electrolitică și menținerea între anumite limite a presiunii osmotice.
Substanțele minerale se găsesc sub formă de legături diferite cu alte elemente ca de exemplu sarea (NaCl) sau fierul de chelatat în hemoglobină.
Borul acționează pozitiv asupra metabolismului nucleic, înlesnește polenizarea și fecundarea, grăbește formarea calusului și cambiului la vița-de-vie, protejează sfecla de zahăr de putregaiul inimii sfeclei și sporește roada și calitatea ei la culturile tehnice (bumbac, in, tutun etc.).
Zincul are un rol important pentru existența viețuitoarelor. La plante el ia parte la formarea clorofilei. Insuficiența zincului în plante duce la cloroză. Zincul stimulează coacerea fructelor, formarea semințelor și mărește rezistența cerealelor la polignire. În țesuturile organismelor animale și umane, el se află sub formă de compuși, de exemplu carbonanhidrază, cea mai mare parte revenind glandei tiroide, ficatului și pancreasului. Zincul mai activizează carotinaza.
Iodul se acumulează în cantități mici în toate organele animalelor, se depozitează în glanda tiroidă stimulând procesele de asimilație și reglând metabolismul. Hrănirea vitelor cu nutrețuri ce conțin compuși minerali sau organici ai iodului sporește considerabil cantitatea de lapte și asigură o creștere mai rapidă a lânii la ovine. Adăugarea unei mici cantități de iod în sol duce la îmbunătățirea calității recoltei și la obținerea unor produse vegetale cu un conținut asimilabil de iod.
Cobaltul acționează asupra procesului hematopoetic, înlesnește formarea reticulocitelor și transformarea lor în eritrocite mature, intensifică activitatea mai multor tipuri de enzime, , datorită cătui fapt se intensifică procesele de sinteză a protidelor, de transformarea a grăsimilor și a glucidelor din țesuturi.
Cuprul este un element absolut necesar pentru creșterea plantelor și animalelor. Lipsa cuprului în plante duce la apariția clorozei. Rolul fiziologic al cuprului se manifestă prin formarea clorofilei și prin sinteza axorbinoxidazei, polifenoloxidazei etc., accelerează folosirea de către plante a formei amoniacale și de azot și a celei nitrate. Deficiența cuprului în plantă duce la micșorarea intensității procesului de fotosinteză și la tulburarea metabolismului de azot. Cuprul activează respirația tisulară la plante și la unele animale și participă, împreună cu fierul, la formarea hemoglobinei. El este folosit la profilaxia și tratamentul anemiei, ataxiei ș.a.
Manganul este prezent în diferite umori și țesuturi și asigură activitatea unor enzime, așa ca lactaza. Deficiența manganului în sol duce la apariția unor boli specifice la plante. În organismul animal și uman el stimulează creșterea și înmulțirea celulelor.
Molibdenul intră în componența unor enzime, stimulează fixarea azotului din aer de către nitrobacterii și acumularea în sol a azotului legat, procesul de sinteză a protidelor la plante, grăbește transformarea fosfaților anorganici din celule în fosfați organici. Molibdenul este un purtător de electroni în procesul de reducere a nitraților în nitriți, caracteristici ciupercilor și plantelor superioare.